# Terje Emberland
Terje Emberland (* 13. August 1956 in Norwegen) ist ein norwegischer Historiker und Autor.

## Leben
Emberland wurde im Fach Philosophie promoviert. Er ist Forscher an der norwegischen Stiftung Zentrum für Holocaust- und Minderheitenstudien in Oslo. Er hat eine Reihe von Artikeln und Büchern über moderne Religiosität, Nazismus und Antisemitismus sowie die Geschichte Norwegens während der deutschen Besetzung im Zweiten Weltkrieg geschrieben. Des Weiteren war er der Herausgeber von Sammlungen zur SS-Forschung, Konspirationstheorien und okkulte Praktiken. Er war Experte zu der Erziehung und dem Verhalten des norwegischen Massenmörders Anders Behring Breivik.
Emberland ist ferner der Autor von Kriminalromanen und Hörspielen für den norwegischen Rundfunk Norsk rikskringkasting (NRK). Er ist der Stifter der Foreningen Skepsis und gründete unter dem Namen Terje Olerud 1974 die atheistisch-laizistische Organisation Det norske Hedningsamfunn.
Der Autor spielt im Jazzorchester Svarte Svingende die Gitarre.

## Veröffentlichungen
- Religion og rase. Nyhedenskap og nazisme i Norge 1933–1945. Humanist Forlag, Oslo 2003, ISBN 978-82-90425-53-6.
- mit Bernt Rougthvedt: Det ariske idol: Forfatteren, eventyreren og nazisten Per Imerslund. Aschehoug, Oslo 2004, ISBN 82-03-22964-6.
- als Herausgeber: Jakten på Germania: Fra nordensvermeri til SS-Arkeologi. Humanist Forlaget, Oslo 2009, ISBN 978-82-92622-54-4.
- mit Bernt Rougthvedt: Edderkoppen. 2010.
  - deutsch: Der Spinnenmann: ein Kriminalroman. Osburg, Berlin 2011, ISBN 978-3-940731-68-5.
- mit Arnfinn Petterson: Konspiranoia: Konspirasionsteorier fra 666 til WTC. Humanist Forlaget, Oslo 2011, ISBN 978-82-8282-003-5.
- mit Arnfinn Petterson: Fyrster i tåkeland. Humanist Forlaget, Oslo 2011, ISBN 978-82-92622-81-0.
- mit Bernt Rougthvedt: Stormlaget. Kriminalroman. 2011.
- mit Matthew Kott: Himmlers Norge. Nordmenn i det storgermanske prosjekt. Oslo, Aschehaug 2012, ISBN 978-82-03-29308-5.[1]
- Da fascismen kom til Norge. Den Nasjonale legions vekst og fall, 1927–1928. Dreyer forlaget, Oslo 2015, ISBN 978-82-8265-128-8.